# Joël Blanchard
Joël Blanchard est professeur émérite à l'université du Mans. Il est l'un des grands spécialistes de l'histoire et de la littérature de la fin du Moyen Âge.
Il est l'auteur de plusieurs biographies (Philippe de Commynes, Paris, Fayard, 2006, Louis XI, Paris, Perrin, 2015), d'essais (Écriture et pouvoir à la fin du Moyen Âge, Paris, PUF, 2002 — en collaboration avec J.-Cl. Mühlethaler —, La Fin du Moyen Âge, Paris, Perrin, 2020). Il codirige la publication des procès politiques de Louis XI (cinq volumes déjà parus), Genève, Droz, 2012-2022 dans le cadre du Lamop (UMR 8589 Paris 1). Il est également l'auteur de plusieurs éditions critiques de textes médiévaux (Philippe de Commynes, Mémoires, 2007, Genève, Droz, Philippe de Mézières, Genève, Droz, 2015) et de traductions de textes majeurs du Moyen Âge (Lettres gothiques, Pocket « collection Agora », Philippe de Commynes, Thomas Basin, Juvénal des Ursins, Christine de Pizan). Ses recherches portent sur l'histoire et la littérature politiques, le droit et la littérature, l'histoire du monde (Marco Polo, le Devisement du monde, Genève, Droz, 2019), et plus récemment sur le discours amoureux (Poétiques de l’amour. Sexualité, Genre, Pouvoir, XIe – XVe siècles, Paris, Passés/Composés 2022).

## Publications
- La moralité à cincq personnages : du ms. BN fr. 25467 (édition, avec texte en français moyen, introduction, notes et glossaire en français moderne, par Joël Blanchard), éditions Droz, coll. « Textes littéraires français » no 356, Genève et Paris, 1988, 132 p. [pas d'ISBN].
- Commynes et les Italiens : Lettres inédites du mémorialiste, éditions Klincksieck, Paris, 1993, 93 p.  (ISBN 2-252-02899-8).
- Représentation, pouvoir et royauté à la fin du Moyen âge : actes du colloque (colloque organisé les 25 et 26 mars 1994 par l'Université du Maine ; actes édités sous la direction de Joël Blanchard ; avec une postface de Philippe Contamine), éditions Picard, Paris, 1995, 340 p.  (ISBN 2-7084-0474-1).
- Commynes l'européen : l'invention du politique, Genève, Droz, coll. « Publications romanes et françaises » (no 216), 1996, 508 p. (ISBN 2-600-00141-7, présentation en ligne), [présentation en ligne], [présentation en ligne].
- Joël Blanchard et Michel Quereuil, Lexique de Christine de Pizan (publié par le CNRS, Institut national de la langue française), éditions Klincksieck, coll. Matériaux pour le Dictionnaire du moyen français no 5, Paris, 1999, V-401 p.  (ISBN 2-252-03283-9).
- Philippe de Commynes, Lettres (édition critique par Joël Blanchard), éditions Droz, coll. « Textes littéraires français » no 534, Genève, 2001, 335 p.  (ISBN 2-600-00488-2).
- Joël Blanchard et Jean-Claude Mühlethaler, Écriture et pouvoir à l'aube des temps modernes, Presses universitaires de France, coll. « Perspectives littéraires », Paris, 2002, 230 p.  (ISBN 2-13-052398-6).
- Deux éditions au format de poche, des Mémoires de Philippe de Commynes, avec des titres et une pagination qui ne permettent pas de dire si elles recouvrent le même contenu :
  - Philippe de Commynes, Mémoires (introduction, notes et index de Joël Blanchard), Librairie générale française, coll. Le Livre de Poche no 4564, sous-collection Lettres gothiques, Paris, 2001, 894 p.  (ISBN 2-253-06677-X).
  - Philippe de Commynes, Mémoires (présentation et traduction de l'ancien français par Joël Blanchard), éditions Pocket, coll. « Agora » no 265, Paris, 2004, 793 p.  (ISBN 2-266-13263-6).
- Philippe de Commynes, Paris, Fayard, 2006, 584 p. (ISBN 2-213-62853-X, présentation en ligne).
- Philippe de Commynes, Mémoires (édition critique par Joël Blanchard), éditions Droz, coll. « Textes littéraires français », Genève, 2007. – 2 volumes et trois éditions différentes :
  - Tome I, Introduction, édition des livres I à VIII, [pagination non connue]  (ISBN 978-2-600-01122-8).
  - Tome II, Variantes, notes, glossaire, index analytique, index des lieux et personnes, [pagination non connue]  (ISBN 978-2-600-01123-5).
  - Édition complète des deux tomes, pagination globale : CLXXII-1754 p.-16 p. de planches illustrées  (ISBN 978-2-600-01080-1).
- Commynes et les procès politiques de Louis XI : du nouveau sur la lèse-majesté, éditions Picard, Paris, 2008, 183 p.  (ISBN 978-2-7084-0834-0).
- Moralité à six personnages (manuscrit BNF fr. 25467), édition critique, Genève, Droz, 2008 LXXVII-183 p.  (ISBN 978-2-600-01233-1).
- Marco Polo, Le Devisement du monde, ms. BnF, fr. 1116, version la plus ancienne franco italienne, éd. et trad. J. Blanchard et M. Quereuil, avec la collaboration de Th. Tanase, Genève, Droz (coll. "Textes courants"), 2018, 834 p.
- Philippe de Mézières, Songe du Vieux Pèlerin, traduction de l'ancien français, Pocket, coll. « Agora », Paris, 2008, 1002 p.  (ISBN 978-2-266-15711-7)
- Louis XI, Paris, Éditions Perrin, coll. « Biographies », 2015, 371 p. (ISBN 978-2-262-04104-5, présentation en ligne), [présentation en ligne], [présentation en ligne]
- La Fin du Moyen Âge, Paris, Perrin, 2020, 342 p. (ISBN 978-2-262-06851-6, présentation en ligne).
- Poétiques de l'amour. Sexualité, genre, pouvoir. XIe – XVe siècles, Paris, Passés composés, 2022, 336 p. (ISBN 978-2-3793-3251-7, [présentation en ligne], [présentation en ligne], [présentation en ligne]).
- Armagnacs et Bourguignons : la fabrique de la guerre civile, 1407-1435, Paris, Perrin, 2024, 448 p. (ISBN 978-2-2620-9424-9).